# Chiaroscuro

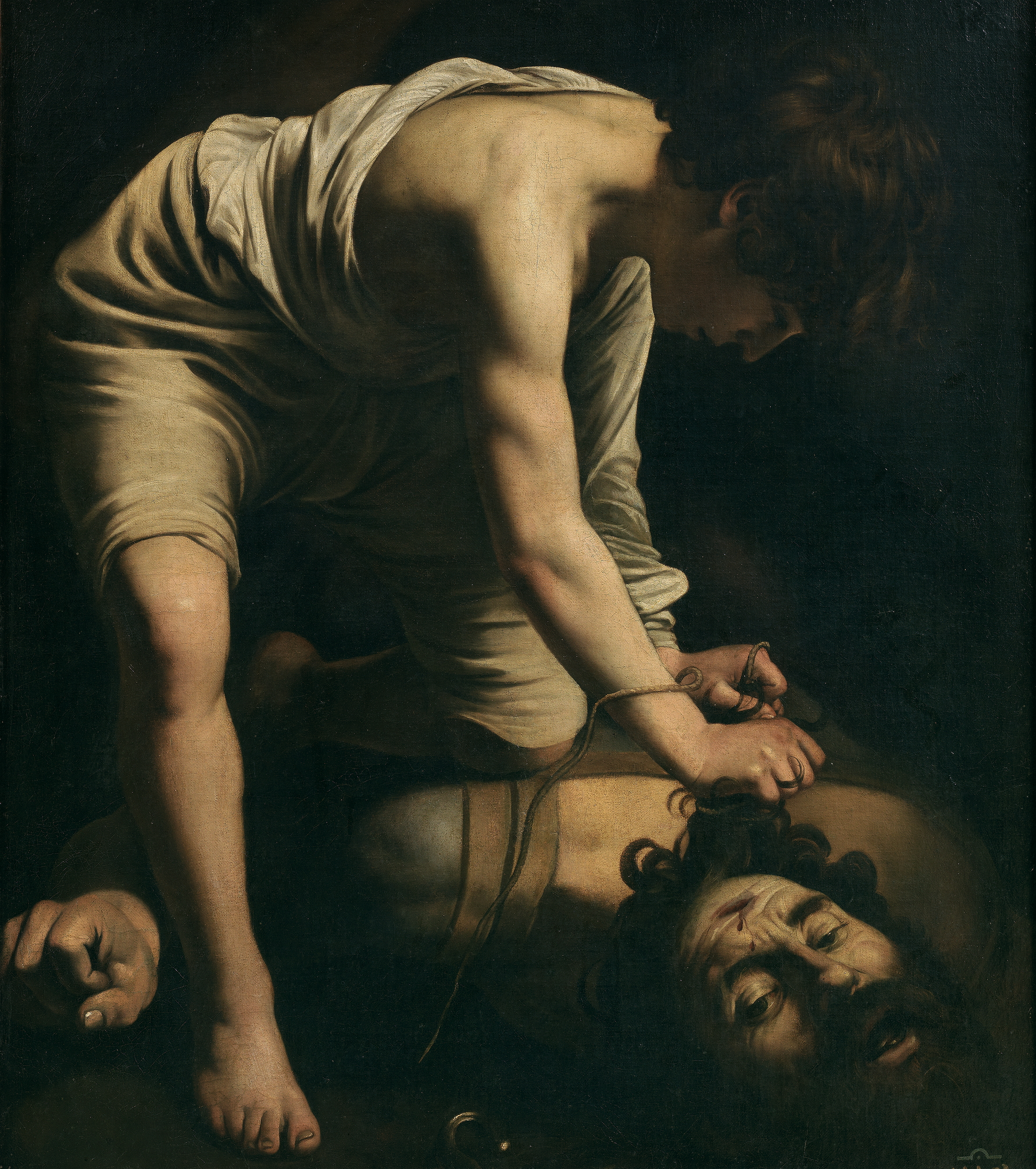
Exemplo de efeito claro-escuro. David e Golias, Caravaggio.

O chiaroscuro (palavra italiana para “luz e sombra” ou, mais literalmente, “claro-escuro”) é uma das estratégias inovadoras da pintura renascentista do século XV, junto ao sfumato, cangiante e unione. O chiaroscuro se define pelo contraste entre luz e sombra na representação de um objeto, porém com número menor de nuances tonais, nas transições, se comparado com o sfumato. A técnica exige conhecimentos de perspectiva, dos efeitos físicos que a luz provoca nas diversas superfícies, dos brilhos, das tintas que estão sendo utilizadas e de sua matização. O chiaroscuro define os objetos representados sem usar linhas de contorno em todo o perímetro, mas principalmente pelo contraste entre as tonalidades do objeto e do fundo; faz parte de uma idealização que inclui a experiência da pintura, contrariando, de certo modo, a linearidade que caracteriza a pintura do Renascimento — os personagens de Leonardo existem em um espaço primariamente definido pela luz, em oposição a uma estrutura definida a partir da perspectiva na qual corpos e objetos são distribuídos individualmente.
O chiaroscuro tenta representar, no desenho e na pintura, sombras mais definidas, simulando o volume. Essa técnica geralmente não leva em conta a luz refletida, que pode ser vista na região de penumbra, e faz com que muitas formas sejam identificadas por fechamento.
A problematização da luz como modeladora da imagem leva os artistas do século XVI, do Maneirismo e do Barroco, a considerar as implicações psicológicas, os problemas técnicos e a categorizar a iluminação nos retratos. Desse modo, motivos escuros com iluminação dramática por um foco de luz vindo de uma única fonte, geralmente não exibida na cena, caracterizavam as pinturas de Ugo da Carpi (c. 1455–c. 1523), Giovanni Baglione (1566–1644) e principalmente Michelangelo Merisi da Caravaggio (1573–1610), que dá origem ao espírito do barroco italiano que ficou conhecido como Tenebrismo, onde os princípios do chiaroscuro são levados ao extremo.
Há quem afirme que Rafael foi o artista central no desenvolvimento das técnicas chiaroscuro e unione.